# Internazionali di Francia 1955
Gli Internazionali di Francia 1955 (conosciuti oggi come Open di Francia o Roland Garros) sono stati la 54ª edizione degli Internazionali di Francia di tennis. Si sono svolti sui campi in terra rossa dello Stade Roland Garros di Parigi in Francia.
Il singolare maschile è stato vinto da Tony Trabert, che si è imposto su Sven Davidson in quattro set col punteggio di 2–6, 6–1, 6–4, 6–2. Il singolare femminile è stato vinto da Angela Mortimer, che ha battuto in tre set Dorothy Knode. Nel doppio maschile si sono imposti Vic Seixas e Tony Trabert. Nel doppio femminile hanno trionfato Beverly Baker Fleitz e Darlene Hard. Nel doppio misto la vittoria è andata a Darlene Hard in coppia con Gordon Forbes.

## Seniors

### Singolare maschile
Tony Trabert ha battuto in finale  Sven Davidson con il punteggio di 2–6, 6–1, 6–4, 6–2.

### Singolare femminile
Angela Mortimer ha battuto in finale  Dorothy Knode con il punteggio di 2–6, 7–5, 10–8.

### Doppio maschile
Vic Seixas /  Tony Trabert hanno battuto in finale  Nicola Pietrangeli /  Orlando Sirola con il punteggio di 6–1, 4–6, 6–2, 6–4.

### Doppio Femminile
Beverly Baker Fleitz /  Darlene Hard hanno battuto in finale  Shirley Bloomer Brasher /  Patricia Ward con il punteggio di 7–5, 6–8, 13–11.

### Doppio Misto
Darlene Hard /  Gordon Forbes hanno battuto in finale  Jenny Staley /  Luis Ayala con il punteggio di 5–7, 6–1, 6–2.